# Salmon-Challis National Forest
Der Salmon-Challis National Forest ist ein 17.142 km² großer National Forest in Idaho. Das Gebiet wurde am 1. Juli 1908 ausgewiesen und ist eines der größten in den Vereinigten Staaten. Es besteht aus dem Challis National Forest (9.969 km²) und dem Salmon National Forest (7.173 km²). Wie alle National Forests ist er im Bundesbesitz und wird intensiv forstwirtschaftlich genutzt.
Innerhalb des Waldgebietes gibt es diverse Freizeit- und Erholungsangebote. Neben mehreren Campingplätzen bietet der Wald viele Gelegenheiten zum Angeln und für die Jagd. Im Winter können mehrere Skigebiete genutzt werden.

## Flora und Fauna
Die Wälder des National Forest bestehen hauptsächlich aus Douglasien und Küsten-Kiefern. Aber auch Fichten und Gelb-Kiefern lassen sich finden. Durchzogen werden diese immer wieder durch Wiesen oder spärlich bewachsenen Bergarealen.
Die Wälder beherbergen eine Vielzahl von Tierarten. So lassen sich hier Dickhornschafe, Elche und Schwarzbären beobachten. Zudem lebt hier eine Population an Weißkopf-Seeadlern und Steinadlern.

## Schutzgebiete innerhalb des Waldes
Zum National Forest gehören drei Totalreservate, die als Wilderness Area ausgezeichnet sind:
- Frank Church–River of No Return Wilderness (liegt zu etwa 40 % im National Forest)
- Jim McClure–Jerry Peak Wilderness
- Sawtooth Wilderness (nur rund 6 % liegen im National Forest)

Rund 121 km des Salmon River, einem Fluss des National Wild and Scenic Rivers Systems, fließen durch den National Forest. Zudem liegt in den Sawtooth Mountains die Sawtooth National Recreation Area.

## Geschichte
Ursprünglich wurde das Gebiet von den Indianervölkern Shoshone, Nez Percé und Flathead besiedelt. Im Jahr 1805 zog die Lewis-und-Clark-Expedition durch das Gebiet. Die indianische Teilnehmerin der Expedition Sacajawea wurde im Bereich des heutigen National Forests geboren. Ihnen folgten in den nächsten Jahren Trapper, Händler und Minenarbeiter, die das Gebiet erschlossen. Aus dieser Zeit lassen sich noch Geisterstädte finden.
1906 wurde mit dem Salmon River Forest Reserve die erste Bundesverwaltung in diesem Bereich gegründet. Sie wurde am 1. Juli 1908 erweitert und zum Salmon National Forest umgewandelt. Im gleichen Jahr wurde auch der Challis National Forest eingerichtet.
Im Jahr 1996 wurden die beiden Gebiete in Rahmen eines Pilotprojektes zusammengelegt.

## Bilder

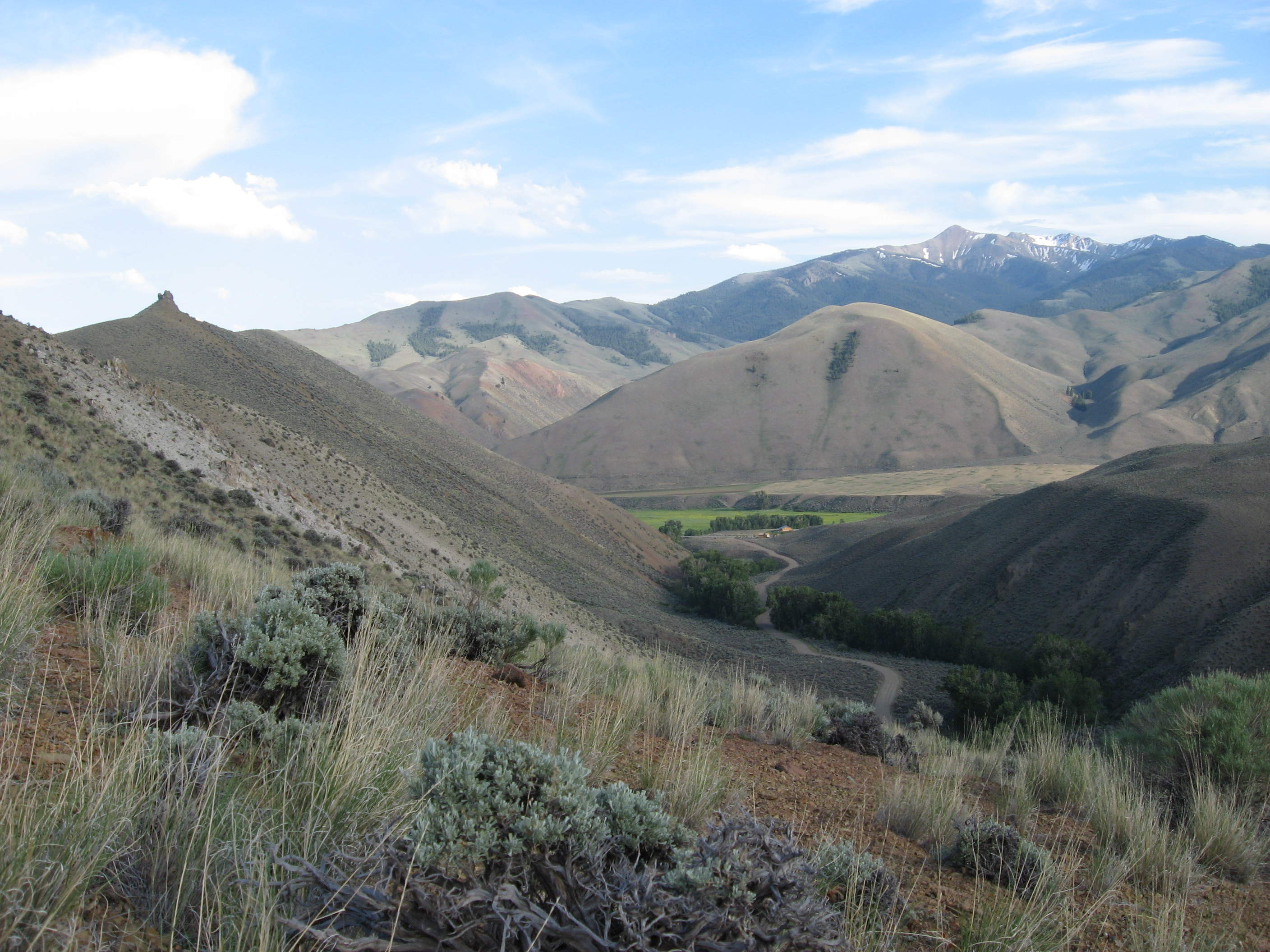
Blick auf den Sheep Mountain
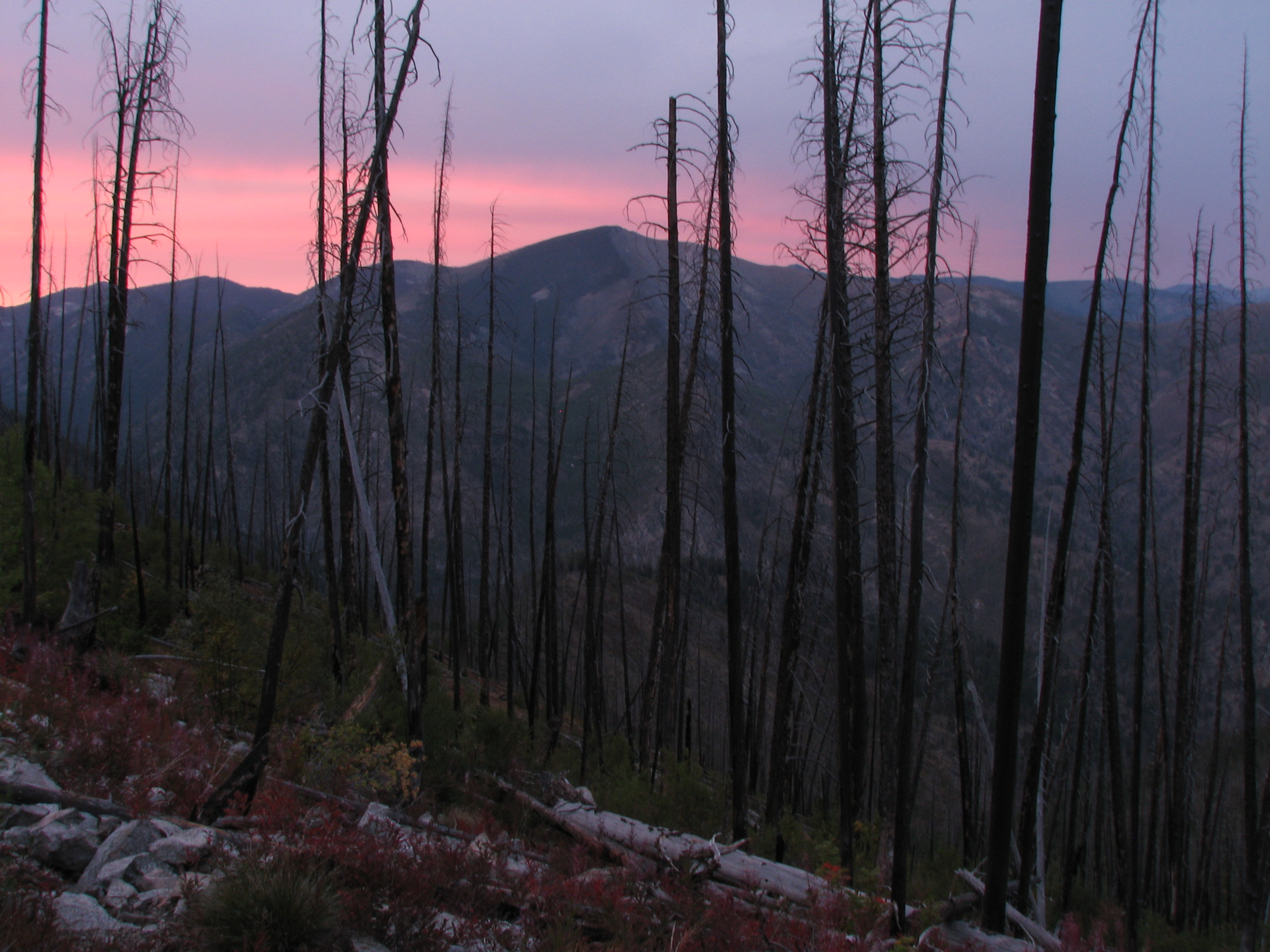
Sonnenuntergang in der  Frank Church–River of No Return Wilderness
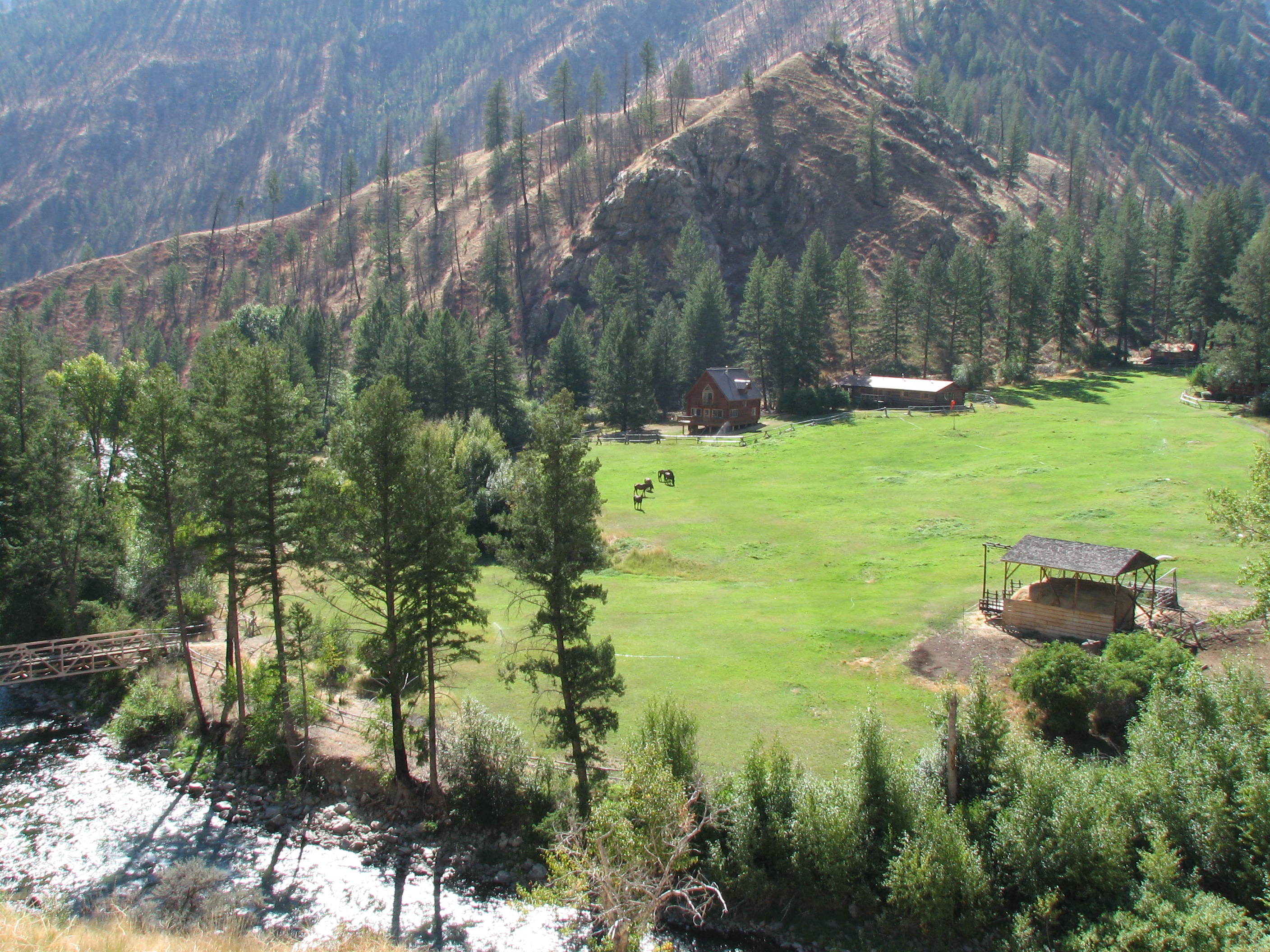
Eine Ranch im Gebiet
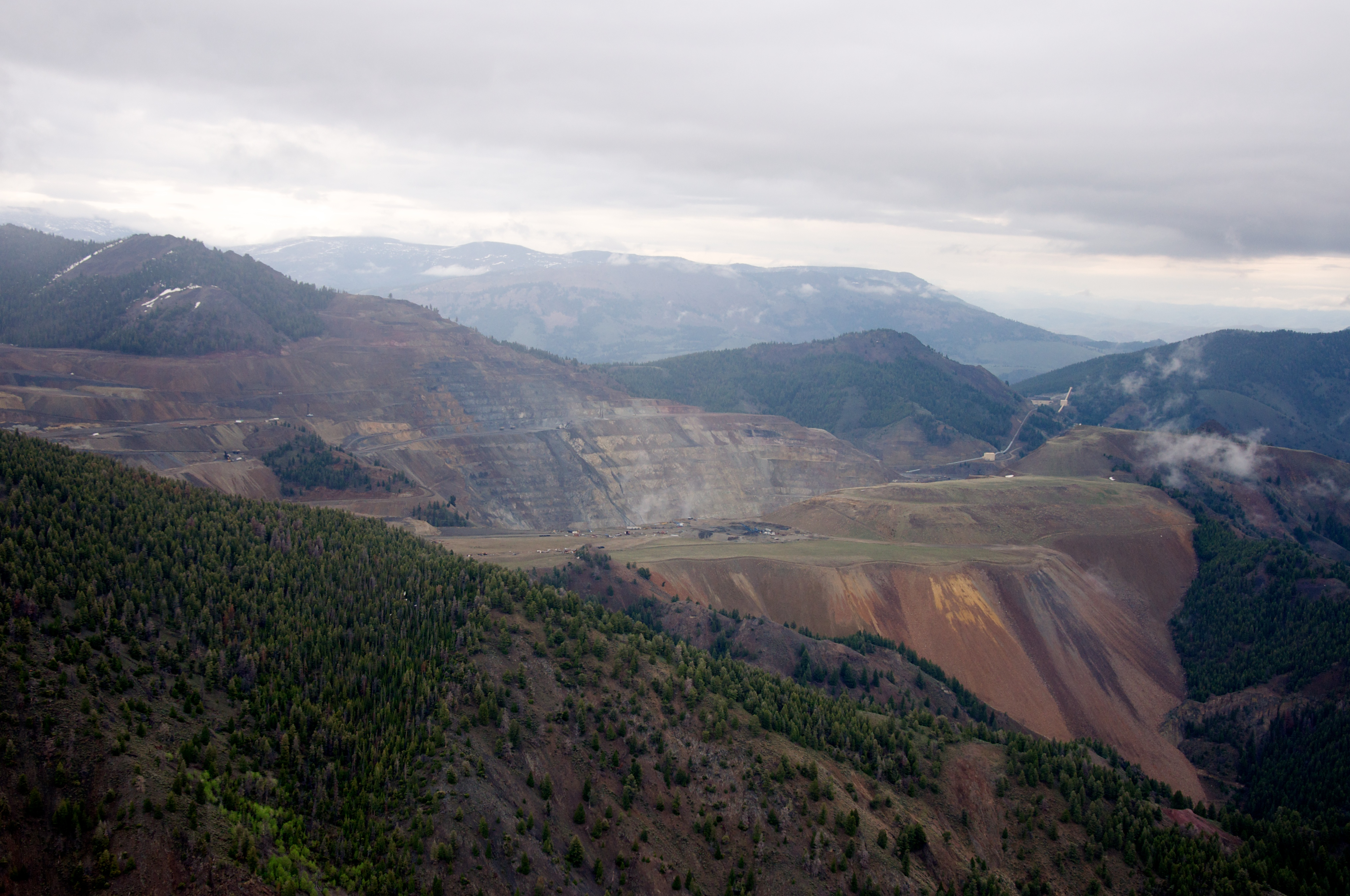
Blick auf die Thompson Creek Mine
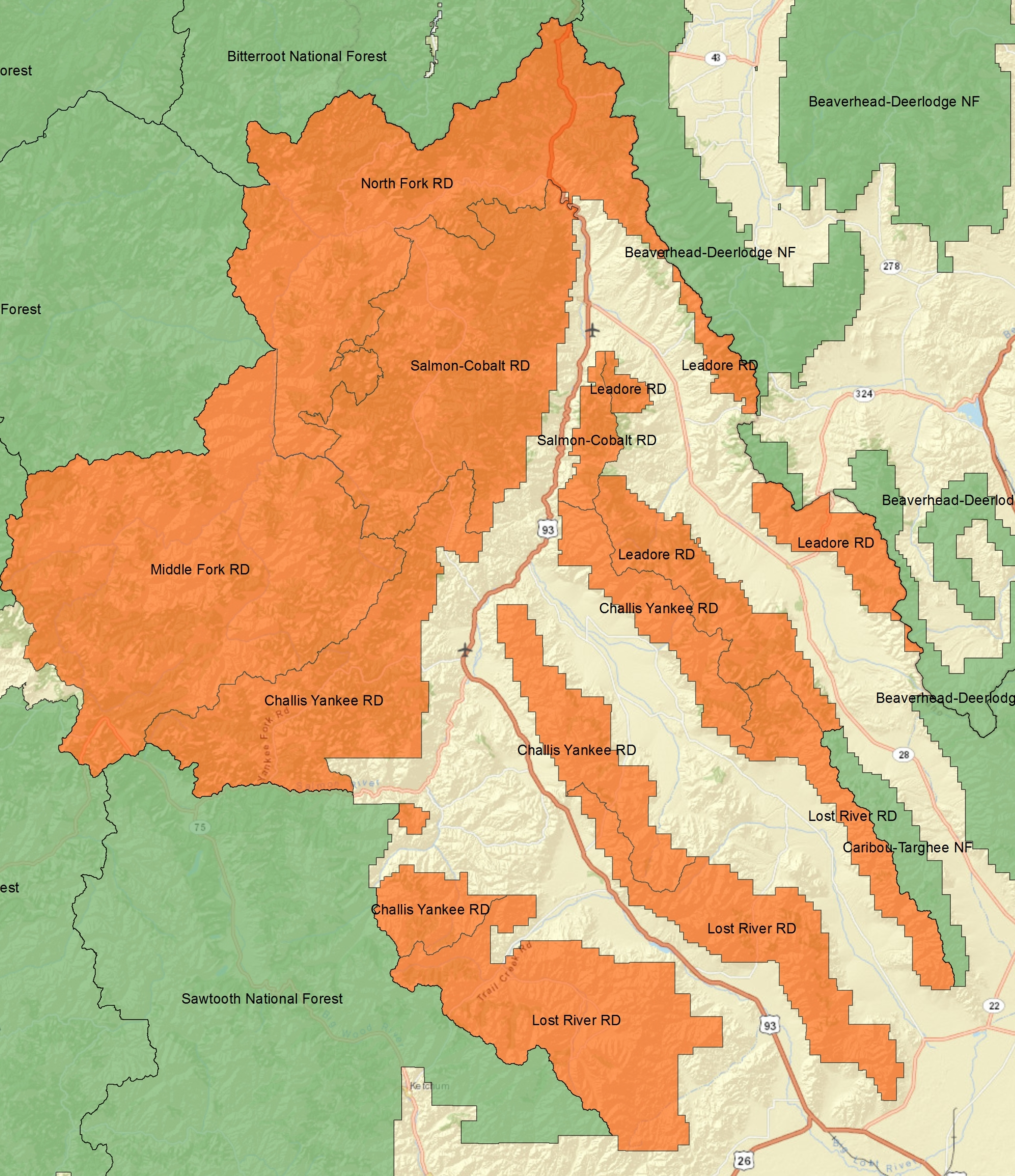
Karte